# Temporallappenepilepsie
Die Temporallappenepilepsie (TLE; auch Schläfenlappenepilepsie oder Psychomotorische Epilepsie) ist die häufigste Form einer fokalen Epilepsie im Temporallappen (Schläfenlappen), bei der es in seltenen Fällen zu Generalisierung kommen kann.

## Definition
Der Begriff wurde im Jahre 1985 durch die Internationale Liga gegen Epilepsie definiert als Erkrankung mit typischen wiederkehrenden Anfällen ohne erkennbaren Auslöser, die ihren Ursprung im medialen oder lateralen Temporallappen haben. Dabei handelt es sich um einfache fokale Anfälle ohne Bewusstseinsverlust und komplexe Anfälle mit Bewusstseinsverlust.

## Pathologie
In der Mehrzahl der Fälle liegt neuropathologisch eine mesiale temporale Sklerose vor, verändert sind der Hippocampus, die angrenzenden Hirnwindungen und der Mandelkern.

## Verbreitung
Die Temporallappenepilepsie gilt als die häufigste Epilepsieform, sie tritt bei Jugendlichen und Erwachsenen auf, am häufigsten im Alter zwischen 10 und 20 Jahren.

## Einteilung
Je nach Lokalisation des epileptischen Fokus kann unterschieden werden:
- Mesiale Temporallappenepilepsie (mTLE), häufigste Form, Fokus im Hippocampus, der Area entorhinalis oder der Amygdala
- Laterale Temporallappenepilepsie (lTLE oder nTLE), Fokus im temporalen Neocortex

## Ursache
An Ursachen kommen infrage:
- Hippokampussklerose
- Infektionen wie Herpesenzephalitis, Bakterielle Meningitis, zerebrale Zystizerkose
- Traumabedingte Enzephalomalazie oder kortikale Narbe
- Hamartome
- Tumoren wie Meningiom, Gliom, Ganglioneurom
- Paraneoplastisch, z. B. Antikörper gegen NMDA-Rezeptor
- Vaskuläre Malformation wie AV-Malformation, Kavernöses Hämangiom, Ischämie
- Genetische Ursachen
  - Infantile mesiale Temporallappenepilepsie mit schwerer kognitiver Regression[5]
  - Familiäre mesiale Temporallappenepilepsie[6]
  - Familiäre mesiale Temporallappenepilepsie mit Fieberkrämpfen[7]
  - Autosomal-dominante laterale Temporallappenepilepsie[8]

## Klinische Erscheinungen
Klinische Kriterien sind:
- Gedächtnisstörung
- Aura somatosensorisch, vegetativ oder Déjà-vu
- Möglicherweise Einschränkung der sozialen Kompetenzen[9]

## Therapie
Medikamentöse Behandlungsversuche können mit Valproat, Carbamazepin oder Phenytoin unternommen werden. Da die medikamentöse Behandlung schwierig ist, kommt eine Epilepsiechirurgie bei Therapieresistenz infrage.

## Geschichte
Die Erstbeschreibung stammt aus dem Jahre 1881 durch John Hughlings Jackson.